# Enlightened Christian Gathering Church
Enlightened Christian Gathering Church (ECG) är ett kristet trossamfund med församlingar i många afrikanska länder, grundat 2009 och lett av pastor Shepherd Bushiri. Kyrkan har sitt huvudkvarter i Lilongwe, huvudstad i Bushiris hemland Malawi. 
Bushiri bor numera i Sydafrika, kallar sig själv för profet och har gjort sig känd för sitt fokus på mirakler. Botswanas regering har anklagat honom för kvacksalveri, nekar honom inresetillstånd i landet och har stängt ECG:s kyrka i staden Gaborone.